# Estação Zona Rental
A Estação Zona Rental é uma das estações do Metrô de Caracas, situada no município de Libertador, entre a Estação Parque Central e a Estação Bello Monte. Administrada pela C. A. Metro de Caracas, é uma das estações terminais da Linha 4 e da Linha 5. A Estação Zona Rental possibilita conexão com a Estação Plaza Venezuela, que atende à Linha 1 e à Linha 3.
Foi inaugurada em 18 de julho de 2006. Localiza-se no cruzamento da Avenida Tamanaco com a Rua Olimpo. Atende a paróquia de El Recreo.